# カンザスシティ都市圏
カンザスシティ都市圏（カンザスシティとしけん、英:Kansas City metropolitan area）は、米国のミズーリ州とカンザス州の州境にまたがり、ジャクソン郡 (ミズーリ州)とジョンソン郡 (カンザス州)を主体とする2州14郡に及ぶ都市圏である。人口が最も多い自治体はカンザスシティ (ミズーリ州)である
人口は219万2035人（2020年）で、ミズーリ州で2番目（セントルイス都市圏に次ぐ）に大きな都市圏であり、カンザス州では最大の都市圏である。ミズーリ州カンザスシティ付近のエリアには他に幾つもの都市および郊外があり、最大のものではオーバーランドパーク (カンザス州)があるほか、カンザスシティ (カンザス州)、オレイサ (カンザス州)、インディペンデンス (ミズーリ州)がそれぞれ人口10万人超である。米国中部地区評議会(MARC)は、この地域の行政評議会および都市圏計画機構としての役割を担っている。

## 地理の概要

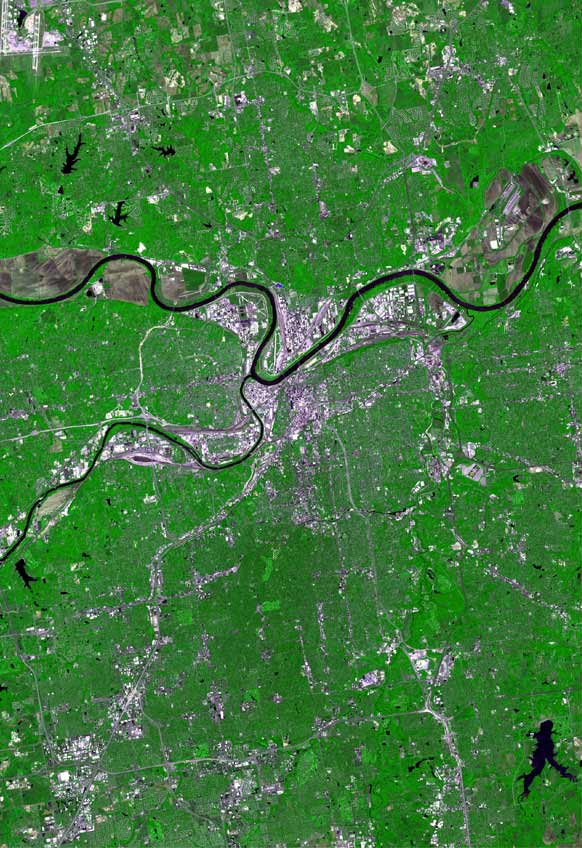
カンザスシティの衛星地図。巨大なミズーリ川が西から東へとジグザグにうねっている。遥かに小さいカンザス川は南西からやって来て、カンザスシティ(KS)にあるカウポイントで合流する。カンザスシティ(MO)の繁華街はその合流地点のすぐ南東に位置し、ノース・カンザスシティ (ミズーリ州)はその北東にある。

広大なカンザスシティ都市圏は、地図上で4区域に分けて大まかに視覚化が可能である。
南東区域には、カンザスシティ(MO)およびミズーリ州の周辺地域が含まれる。悪評高いグランドビュー・トライアングルがある。
南西区域には、ジョンソン郡 (カンザス州)全域が含まれ、ここにはショーニーミッション (カンザス州)で知られる市街化区域がある。州間高速道路35号線はジョンソン郡(KS) を斜めに通っていて、その南西部からカンザスシティ(MO)の繁華街まで延びている。
北西区域には、ワイアンドット郡 (カンザス州)、レブンワース郡 (カンザス州)、プラット郡 (ミズーリ州)の一部が含まれる。ワイアンドット郡には、カンザスシティ(KS)、ボナースプリングス (カンザス州)、エドワーズビル (カンザス州)などが含まれ、単一の統一行政府によって統治されている。ワイアンドット郡行政府は単に「統一行政府」と呼ばれることも多い。うねったミズーリ川の流路がワイアンドット郡(KS)とプラット郡(MO)との郡境線になっている。
地図の北東区域は、現地で「川の北側」「北の土地」などと呼ばれており、ノース・カンザスシティ (ミズーリ州)およびクレイ郡 (ミズーリ州)の一部が含まれる。ノース・カンザスシティはうねったミズーリ川の流路と境を接しており、この川が概ね南北に流れる場所ではワイアンドット郡(KS) とクレイ郡(MO)の境界を定義しており、概ね東西に流れる場所ではノース・カンザスシティとカンザスシティ(MO)との境界を定義している。この流路の最も鋭角な箇所がチャールズ・B・ホイーラーダウンタウン空港を含む半島を形成している。

## カンザスシティ都市圏の区分

### ジャクソン郡 (ミズーリ州)
ジャクソン郡 (ミズーリ州)の北西部はカンザスシティ（MO）の市域である。カンザス州側にもカンザスシティ（KS）があるがカンザスシティ（MO）がカンザスシティ都市圏の中核である。
ダウンタウンは北をミズーリ川、西をミズーリ=カンザスの州境、南は31番ストリート、東はウッドランド・アベニューと接している。定住人口は25,204人である。街の歴史が始まった所であり、アメリカ合衆国国定歴史建造物に指定された建物も少なくない。中心業務地区、官庁街、複数の大学などが含まれる。州間高速道路670号線と同70号線と同35号線とで形成されるダウンタウンループの内側は高層ビル街となっている。またダウンタウンループの内側には、クオリティヒル、ガーメント地区、ファイナンシャル地区、コンベンションセンター地区、パワーアンドライト地区といった小型の街区がある。
ダウンタウン内側の街区には他にリバーマーケットとコロンバスパークがあり、これはどちらもダウンタウンループとミズーリ川の間に位置している。ダウンタウンループと州境の間にはウエストサイドとウエストボトムズ地区があり、カウポイントと隣接する位置にある。ループの東には、18番＆ヴァイン地区、ノースボトムズ、およびノースイースト・カンザスシティがある。ループの南には、クロスロード地区、ユニオンヒル、クラウンセンター、ホスピタルヒル、ロングフェロー、ウェンデルフィリップス、ワシントンウィートリーがある。
カンザスシティのコンベンションセンター、市立（市民）会館、市役所、リリック劇場、ミッドランド劇場、イルス・デービス公園、バーニー・アリス・プラザは、ダウンタウンループ内側のセントラルビジネス地区内にある。スプリント・センターと大学バスケットボール・エクスペリエンスもまたダウンタウンループ内側のパワー＆ライト地区にある。カウフマンセンター・フォー・ザ・パフォーミングアーツは、ダウンタウンループすぐ南の小高い場所にある。ループの南には、クロスロード地区、ユニオン駅、クラウン・センター、国立第一次世界大戦博物館、リバティー記念館、ペンバレー・パーク、トルーマン医療センター、チルドレンズ・マーシー病院、18番＆ヴァイン地区がある。ループの北には、リバーマーケット内のシティマーケットとリチャード・L・バークレー・リバーフロントパークがある。ループ西側の ウェストボトムズ内には、ケンパーアリーナとヘイルアリーナがある。
ミッドタウン/プラザは全体がカンザスシティ（MO）内にあり、その人口は40,355人。ダウンタウンのすぐ南に位置し、北は31番ストリート、西は州境、南は71番ストリート(West Gregory Boulevard)、東はトルースト・アベニューと接している。ミッドタウン/プラザはこの大都市圏の中核で、多数の文化的行楽地、店舗、娯楽地域、大規模な病院、大学があり、この都市圏で最も人口密度の高い街区を擁している。
ミッドタウン/プラザは、ウェストポート、ハイドパーク、サウスモアランドなど数多くの地区および歴史的な街区で構成されている。店舗はカントリークラブプラザが中心地で、そこには多くの高級小売店、ホテル、レストランが集まっている。ブルックサイドとウェストポートには、小規模で現地住民に狙いを当てたニッチ市場の小売業者も存在する。ミッドタウンには聖ルカ病院と研究医療センターがある。文化的行楽地は、ネルソン・アトキンス美術館、ケンパー現代美術館、アップタウン劇場、スターライト劇場、カンザスシティ動物園、ルース・パーク、スウォープ・パークなどがある。最後のスウォープには、スウォープパーク・レンジャーズ（この地域のメジャーリーグサッカークラブであるスポルティング・カンザスシティと公式提携を結んだUSLプロフェッショナルリーグの球団）の本拠地であるサッカー複合施設がある。主要な教育機関には、ミズーリ大学カンザスシティ校、ロックハースト大学、カンザスシティ美術大学(Art Institute)、ストワーズ医学研究所、ミッドウエスト研究所、ペンバレー・コミュニティカレッジなどがある。
ジャクソン郡の南部と東部は、カンザスシティ（MO）の郊外である。インディペンデンス、リーズ・サミット、ブルースプリングスなどの郊外都市がある。また この地域にはラファイエット郡 (ミズーリ州)西部およびカス郡 (ミズーリ州)北東部も含まれている。NFLのカンザスシティ・チーフス本拠地のアローヘッド・スタジアムおよびMLBのカンザスシティ・ロイヤルズ本拠地のカウフマン・スタジアムが、カンザスシティ東端に位置している。ECHLのカンザスシティ・マーベリックスとMASLのミズーリ・コメッツの本拠地シルバースタイン・アイ・センターズ・アリーナは、インディペンデンスに置かれている。

### ジョンソン郡 (カンザス州)
ジョンソン郡 (カンザス州)の人口は597,555人である。カンザスシティ（MO）の西部郊外を形成しており、オーバーランドパーク、オレイサ、レネックサ、ショーニー、リーウッドなどの都市が含まれる。ジョンソン郡には、オークパークモール、タウンセンタープラザ、プレーリーファイアなど、多くの行楽地やショッピング地区がある。

### ノースランド (ミズーリ州)
ノースランドはミズーリ川の北側地域で、西をカンザス州境、東はミズーリ州道291号線と接している。プラット郡の南半分とクレイ郡の大部分がこの地域を形成している。ノースランドの経済は、カンザスシティ国際空港、フォードのカンザスシティ組立て工場、ゾナローザ・ショッピングコミュニティ、そして3隻のリバーボート・カジノが大半を占めている。都市圏最大の遊園地ワールズ・オブ・ファン＆オーシャンズ・オブ・ファンがノースランドにある。ノースランド市外の自治体には、パークビル、カーニー、リバティー、プラットシティ、グラッドストーン、リバーサイド、スミスビル、ノースカンザスシティ、ウェザービー湖などがある。

### ワイアンドット郡 (カンザス州)
ワイアンドット郡 (カンザス州)は人口165,334人でカンザスシティ (カンザス州)を含んでいる。ミズーリ州のカンザスシティ（MO）と区別するため通常は「KS」が付加される。カンザスシティ（KS）は実質的にカンザスシティ（MO）の郊外都市である。そこには多くの居住区、フェアファックス工業地区、ビレッジウエスト娯楽地区などがある。ゼネラルモーターズのフェアファックス組み立て工場がフェアファックス工業地区にある。ヴィレッジ・ウェストには多くの行楽地がある。メジャーリーグサッカー(MLS)のスポルティング・カンザスシティの本拠地チルドレンズ・マーシー・パーク、多くのNASCARレースを開催するカンザス・スピードウェイ、そして北米野球独立リーグのカンザスシティ・ティーボーンズの本拠地ティーボーンズ・スタジアムなどがここにある。その他ビレッジウェストの行楽地には、レジェンド・ショッピング地区、プロビデンス医療センター円形劇場、シュリッターバーン・ウオーターパークなどがある。

### カス郡 (ミズーリ州)
カス郡 (ミズーリ州)は人口104,954人で「サウス・カンザスシティ」の一部を含んでいる。この地域にはカンザスシティ（MO）の最南端があるほか、グランドビュー、ハリソンビル、ベルトン、ロッホロイド、ペキュリア、レイモアの郊外で構成されている。

### レブンワース郡 (カンザス州)
人口は81,352人で、レブンワース市とランシング市およびレブンワース連邦刑務所などがある。

#### 文化的行楽地
| 写真                                                                                  | 名称 | 都市                                   | 備考 |
| ------------------------------------------------------------------------------------- | --- | -------------------------------------- | --- |
|                                                                                       | シカゴ＆アルトン鉄道発着所                                                                                 | インディペンデンス                     | ブルースプリングスで最古の営業建築物。1978年に、このホテル（元々は鉄道を運行していた）が、メインストリートすぐ南の本来の場所からこの現在の場所に移設した。 |
|                                                                                       | ディリンハム=ルイス家博物館                                                                                | ブルースプリングス                     | 1906年に建造された、ブルースプリングスで唯一の天然石灰岩の建造物。この家は2つの家系にちなんで名付けられた。 |
|                                                                                       | オーセージ砦 国定歴史地区                                                                                  | シブリー (ミズーリ州)                  | 19世紀初頭の米国でオーセージ族との交易を行う、ファクトリーと称された場所の一部。 |
|                                                                                       | ジャクソン郡刑務所および執行官宅                                                                           | インディペンデンス                     | かつての刑務所跡地で郡の歴史協会によって運営されており、フランク・ジェイムズやウィリアム・クァントリルほか何千人もの囚人が収容されていた。 |
|                                                                                       | レイラの髪博物館                                                                                           | インディペンデンス                     | 19世紀に遡る、髪の毛を使った芸術作品の博物館。 |
|                                                                                       | ローンジャック戦場博物館                                                                                   | ローンジャック                         | ジャクソン郡(MO)で唯一の南北戦争博物館であり、ローンジャックの戦いで死んだ兵士が今も戦場に埋葬されている数少ない戦場の一つ。 |
|                                                                                       | ミッドウエスト系譜センター                                                                                 | インディペンデンス                     | 米国で最大の独立した系譜学研究の公共図書館。 |
|                                                                                       | 国立開拓史跡(Frontier Trails)博物館                                                                        | インディペンデンス                     | 主要な米国西部の歴史跡に関する博物館。 |
|                                                                                       | ライス=トレモンティ邸                                                                                      | レイタウン                             | 1844年にアーチボールド・ライスとその家族によってサンタフェ・トレイル に建てられた家。 |
|                                                                                       | シルバースタイン・アイ・センターズ・アリーナ                                                               | インディペンデンス                     | アイスホッケーチームのカンザスシティ・マーベリックスの本拠となる5,800席の多目的アリーナ。 |
|                                                                                       | ハリー・S・トルーマン歴史地区                                                                              | インディペンデンスおよびグランドビュー | \| アメリカ第33代大統領ハリー・S・トルーマンに関連するこの地区には以下のものが含まれる。 \| \| \| \| ハリー・S・トルーマン図書館兼博物館（インディペンデンス） \| \| \| ハリー・S・トルーマン邸（インディペンデンス）,ここはトルーマンがミズーリ州で最も多くの時間を過ごした場所。 \| \| \| ハリー・S・トルーマン農場（グランドビュー）, トルーマンの母方の祖母によって1894年に建てられた。 \| |
|                                                                                       | トルーマン・スポーツ複合施設                                                                               | カンザスシティ(MO)                     | メジャースポーツ2種目の会場 * アローヘッド・スタジアム, カンザスシティ・チーフス (サッカー) * カウフマン・スタジアム, カンザスシティ・ロイヤルズ (野球) |
|                                                                                       | グリンター・プレイス                                                                                       | カンザスシティ(KS)                     | ある初期の入植者によって1857年に建てられた家。 |
| アメリカ第33代大統領ハリー・S・トルーマンに関連するこの地区には以下のものが含まれる。 | |                                        | |
|                                                                                       | ハリー・S・トルーマン図書館兼博物館（インディペンデンス）                                                  |                                        | |
|                                                                                       | ハリー・S・トルーマン邸（インディペンデンス）,ここはトルーマンがミズーリ州で最も多くの時間を過ごした場所。 |                                        | |
|                                                                                       | ハリー・S・トルーマン農場（グランドビュー）, トルーマンの母方の祖母によって1894年に建てられた。            |                                        | |

## 人口推移
最新のカンザスシティ都市圏の人口は2017年測定値で2,088,830人であった。2009年に記録された最初の統計から、カンザスシティ都市圏は+0.47%の平均成長率を遂げている。過去の傾向が続く場合、人口は2022年までに2,135,726人になると予測されている。
主要な郡の人口と人口密度
- ジャクソン郡 (ミズーリ州) : 698,895人 (2017) - 1,157人/平方マイル- 都市圏就業:36% (2014)
- ジョンソン郡 (カンザス州) : 591,178人 (2017) - 1,244/平方マイル- 都市圏就業:34% (2014)[13]

最大の自治体
- カンザスシティ (ミズーリ州) : 491,918人 (2018) - 1,400/平方マイル

| 居住者100,000人以上の自治体 - オーバーランドパーク (カンザス州) : 192,536 - カンザスシティ (カンザス州) : 152,958 - オレイサ (カンザス州) : 139,609 - インディペンデンス (ミズーリ州) : 116,925 居住者50,000-99,999人の自治体 - リーズ・サミット (ミズーリ州) : 98,461 - ショーニー (カンザス州) : 65,845 - レネックサ (カンザス州) : 55,294 - ブルースプリングス (ミズーリ州) : 55,104 |  | 居住者20,000-49,999人の自治体 - レブンワース (カンザス州) : 36,210 - リーウッド (カンザス州) : 34,659 - リバティ (ミズーリ州) : 31,507 - レイタウン (ミズーリ州) : 29,211 - グラッドストーン (ミズーリ州) : 27,140 - グランドビュー (ミズーリ州) : 25,159 - ベルトン (ミズーリ州) : 23,480 - プレーリービレッジ (カンザス州) : 22,368 - ガードナー (カンザス州) : 21,583 - レイモア (ミズーリ州) : 21,167 居住者10,000-19,999人の自治体 - グレインバレー (ミズーリ州) : 13,379 - オタワ (カンザス州) : 12,387 - ランシング (カンザス州) : 11,767 - エクセルシオールスプリングス (ミズーリ州) : 11,486 - メリアム (カンザス州) : 11,288 | 居住者20,000-49,999人の自治体 - レブンワース (カンザス州) : 36,210 - リーウッド (カンザス州) : 34,659 - リバティ (ミズーリ州) : 31,507 - レイタウン (ミズーリ州) : 29,211 - グラッドストーン (ミズーリ州) : 27,140 - グランドビュー (ミズーリ州) : 25,159 - ベルトン (ミズーリ州) : 23,480 - プレーリービレッジ (カンザス州) : 22,368 - ガードナー (カンザス州) : 21,583 - レイモア (ミズーリ州) : 21,167 居住者10,000-19,999人の自治体 - グレインバレー (ミズーリ州) : 13,379 - オタワ (カンザス州) : 12,387 - ランシング (カンザス州) : 11,767 - エクセルシオールスプリングス (ミズーリ州) : 11,486 - メリアム (カンザス州) : 11,288 |

### 各郡の推移
このMSAは、250 km2の水域を含む20,600 km2の総面積に及ぶ。
| 郡と所在州                    | 2019 推定 | 2010 国勢 | 変動率  |
| ----------------------------- | --------- | --------- | ------- |
| ジャクソン郡 (ミズーリ州)     | 706164    | 674158    | +4.75%  |
| ジョンソン郡 (カンザス州)     | 605721    | 544179    | +11.31% |
| クレイ郡 (ミズーリ州)         | 249432    | 221939    | +12.39% |
| ワイアンドット郡 (カンザス州) | 167635    | 157505    | +6.43%  |
| カス郡 (ミズーリ州)           | 103832    | 99478     | +4.38%  |
| プラット郡 (ミズーリ州)       | 105032    | 89322     | +17.59% |
| レブンワース郡 (カンザス州)   | 82554     | 76277     | +8.23%  |
| マイアミ郡 (カンザス州)       | 33655     | 32787     | +2.65%  |
| ラファイエット郡 (ミズーリ州) | 32432     | 33381     | −2.84%  |
| レイ郡 (ミズーリ州)           | 22676     | 23494     | −3.48%  |
| クリントン郡 (ミズーリ州)     | 20501     | 20743     | −1.17%  |
| ベイツ郡 (ミズーリ州)         | 16138     | 17049     | −5.34%  |
| リン郡 (カンザス州)           | 9746      | 9656      | +0.93%  |
| コールドウェル郡 (ミズーリ州) | 9011      | 9424      | −4.38%  |
| 合計                          | 2164529   | 200934    | +7.72%  |

### 関連区域
カンザスシティに関連するも、ローレンス (カンザス州)市とセントジョセフ (ミズーリ州) 市は別の大都市統計地域だと見なされることが多い。
カンザスシティ-オーバーランドパーク-カンザスシティの合同統計地域(CSA)は、カンザスシティMSAのほか、セントジョセフ都市圏とローレンス都市圏および付随するウォーレンズバーグ (ミズーリ州)、アッチソン (カンザス州)、オタワ (カンザス州)の小都市統計地域(μSA)を含んでいる。このCSAの総面積は270km2の水域を含む23,900km2に及ぶ。

## 就業所得
2019年時点で、ミズーリ州は就業率56%でありカンザス州が就業率44%である。2018年から2019年に、カンザス州では13,000人の雇用追加があり、ミズーリ州では6,500人の雇用が追加された。カンザス側の就業率は2.7%増加し、ミズーリ側では1.1%増加した。カンザス側はミズーリ州の2倍以上の速度で成長している。専門職と企業雇用者の増加は、完全に都市圏のカンザス部分で5200人分の求職が得られたためである。この都市圏の失業率は、3.3%（ジョンソン郡）から6.5%（リン郡）の間となっている。
年間給与総額の高い郡トップ5（×千ドル）
1. ジョンソン郡 (カンザス州)- 18,150,635 [18]
2. ジャクソン郡 (ミズーリ州)- 17,680,969 [19]
3. クレイ郡 (ミズーリ州)- 5,507,210 [20]
4. ワイアンドット郡 (カンザス州)- 3,347,000 [21]
5. プラット郡 (ミズーリ州)- 1,818,308 [22]

平均給与の高い郡トップ5（世帯収入の中央値）
1. ジョンソン郡 (カンザス州)- 81,121 $
2. プラット郡 (ミズーリ州)- 74,199 $
3. レブンワース郡 (カンザス州)- 70,022 $
4. クレイ郡 (ミズーリ州)- 65,675 $
5. カス郡 (ミズーリ州)- 65,352 $

2015年にこの都市圏が、カンザス州のGDPの40.9%およびミズーリ州のGDPの22.7%を占めた。

## 犯罪
カンザスシティ都市圏内にある各郡の犯罪率を高い順に並べた。
犯罪率最大
1. ワイアンドット郡 (カンザス州)
2. ジャクソン郡 (ミズーリ州)
3. ベイツ郡 (ミズーリ州)
4. コールドウェル郡 (ミズーリ州)
5. ラファイエット郡 (ミズーリ州)
6. レイ郡 (ミズーリ州)
7. クレイ郡 (ミズーリ州)
8. クリントン郡 (ミズーリ州)
9. リン郡 (カンザス州)
10. レブンワース郡 (カンザス州)
11. カス郡 (ミズーリ州)
12. プラット郡 (ミズーリ州)
13. マイアミ郡 (カンザス州)
14. ジョンソン郡 (カンザス州)

犯罪率最少

## 交通

### 高速道路
カンザスシティ都市圏は、米国の他のどの都市圏よりも一人当たりのフリーウェイの距離数が多く（2位のダラス・フォートワース複合都市圏よりも+27%以上多い）、米国の平均的な大都市圏よりも+50%以上多い。

#### 州間道路
カンザスシティ地域は、米国の主要な4つの州間高速道路の合流点となっている。
- 州間高速道路29号- 北はセントジョセフ (ミズーリ州)に至る
- 州間高速道路35号- 北はデモイン (アイオワ州)に、南はウィチタ (カンザス州)に至る
- 州間高速道路49号- 南はジョプリン (ミズーリ州)に至る
- 州間高速道路70号- 東はセントルイス (ミズーリ州)に、西はトピカ (カンザス州)に至る

他にも、以下の州間高速道路がこのエリアを通っている
- 州間高速道路435号- ミズーリ州ではジャクソン郡、クレイ郡、プラット郡を、そしてカンザス州ではジョンソン郡、ワイアンドット郡を通る、二つの州にまたがる環状道路。これは米国で2番目に長い環状道路で、世界では4番目の長さ。
- 州間高速道路470号- サウスカンザスシティ(MO)とリーズサミットとインディペンデンスを結んでいる道路。
- 州間高速道路635号- オーバーランドパーク (カンザス州)の州間高速35号とカンザスシティ(MO)の州間高速29号とを結ぶ接続道路。途中、カンザスシティ(KS)では州間高速70号とも接続する。
- 州間高速道路670号- 州間高速70号のバイパス南側で、ダウンタウンループの南側。カンザス州とミズーリ州にある互いのカンザスシティ（の州間高速70号）を結ぶ接続道路。

#### アメリカ国道
以下のアメリカ国道が、カンザスシティ都市圏では次のような役割を果たしている。
- US国道24号- インディペンデンス・アベニューからウィナー・ロードを通っており、カンザスシティ(MO)のダウンタウンとインディペンデンス(MO)の間では、ストリート級のインディペンデンスへの接続道路として機能している。
- US国道40号- US国道40号は東海岸から西海岸まで走る、米国内に6つある東西ルートの1つ。州間高速70号の代替ルートとしての役割を果たしている。
- US国道50号- ジョンソン郡の南部地域に入り、州間高速435号に従って西から州間高速470号へと続き、その後リーズサミットで州間高速470号と分岐して、通常の高速道路としてジェファーソンシティ (ミズーリ州)およびセントルイスまで東へと続く。レイタウンとカンザスシティ南東部を通る以前のルートは、ミズーリ州道350号線として番号が刷新された。またUS国道50号は、米国を東海岸から西海岸まで走る6つの東西高速道路の1つである。
- US国道56号- ショーニーミッション・パークウェイ（後述）の出口までは州間高速35号と並列してこのエリアに入る。US国道71号線で終了する前に、この公園道路沿いを東にカンザスシティのプラザ地域を通っていく。
- US国道69号-北ではエクセルシオールスプリングス (ミズーリ州)と繋がり、ジョンソン郡の高速道路として州間高速35号と州間高速435号を接続する役目を果たし、カンザス州側ではオーバーランドパークとルイスバーグおよびリンバレーとを繋いでいる。
- US国道71号- 北では、州間高速29号と同じく、ダウンタウンから南への高速道路(Bruce R. Watkins Drive) として機能し、グランドビューで州間高速29号と合流する。
- US国道169号- 北でスミスビル (ミズーリ州)と繋がっている。

|  | この都市圏には次のカンザス州道がある。 - 州道5号 - 州道7号 - 州道10号 - 州道32号 |  | この都市圏には次のミズーリ州道がある。 - 州道7号 - 州道9号 - 州道45号 - 州道58号 - 州道92号 - 州道150号 - 州道152号 - 州道210号 - 州道291号 - 州道350号 | この都市圏には次のミズーリ州道がある。 - 州道7号 - 州道9号 - 州道45号 - 州道58号 - 州道92号 - 州道150号 - 州道152号 - 州道210号 - 州道291号 - 州道350号 |

#### その他の著名な道路
- 18番ストリート・エクスプレスウェイ-国道69号線をなぞって、州間高速35号から州間高速70号までワイアンドット郡の中央を通っていく高速道路。
- ワード・パークウェイ-カンザス州とミズーリ州の州境付近にある、カンザスシティ(MO)の風光明媚な公園道路で、ここには数多くの歴史的な大邸宅や噴水がある。
- ザ・パセオ（マーティン・ルーサーキングJr.大通りと改名された）-1880年代後半に始まった公園および大通りの開発に関する当初の都市計画の一部で、オリジナルの大通りの中では最も長く、北はミズーリ川の断崖から南は79番ストリートまで、第二次世界大戦前の都市境界の全長を走る唯一の道路[26]。
- ショーニーミッション・パークウェイ-以前の配置は1929年から1983年までがカンザス州道10号。1983年から1998年まではカンザス州道12号。現在はショーニーミッション[注釈 3]を定める役割を担っている。

### 空路
カンザスシティ都市圏には幾つかの空港がある。主なものとしては、カンザスシティ(MO)のダウンタウンから北西15マイルに位置するカンザスシティ国際空港があり、これは超音速輸送機やボーイング747のための世界的なハブ空港として機能するように建設されたものである。空港のゲートは通りから30mの位置にあった。しかし、2001年9月のアメリカ同時多発テロ事件以降、従来のセキュリティシステムの要素を後付けで盛り込むべく、大金を投じての大改修が行われた。
ミズーリ川に近いダウンタウンのすぐ北に位置する小規模なチャールズ・B・ウィーラーダウンタウン空港は、もともとトランス・ワールド航空(TWA)の本社で、国立の航空歴史博物館がある。カンザスシティ国際空港が1億5,000万ドルの改修を経てこの都市圏の主要空港となった1972年までは、この地域の主要空港として機能していた。このダウンタウン空港は現在もゼネラル・アビエーションや航空ショーに使用されている。
ジョンソン郡(KS)には一般航空用の空港が2つある。ニューセンチュリー・エアセンターは、オレイサ南西部およびガードナー北東部と隣接している。ニューセンチュリー・エアセンターの第一滑走路は、カンザスシティ国際空港の滑走路に次いで、この地域で2番目に長い滑走路である。もう1つのジョンソン郡エグゼクティブ空港は500エーカーの土地に滑走路が1本あるという、カンザス州で4番目に忙しい管制空港である。

### 鉄道とバス
カンザスシティ(MO)はユニオン駅 (カンザスシティ)を中心とする貨物および旅客鉄道のハブであり、カンザスシティターミナル鉄道により管理されている。アムトラックは以下2つの長距離旅客鉄道サービスを毎日運行している。
- ミズーリリバー・ランナーは、カンザスシティからセントルイスまで毎日2本運行し、リンカーンサービス(という電車）経由でシカゴに繋がる。
- サウスウエスト・チーフは、シカゴからロサンゼルスまで運行する。

通勤列車は運行していない。
KCストリートカーは、カンザスシティ(MO)のダウンタウンにある2.2マイルに及ぶ現代的な路面電車である。2016年5月に一般公開され、いわゆる第三セクターの非営利団体による維持と運営が行われている。 このシステムは、リバーマーケットとユニオン駅の間を主にメインストリートに沿って走り、北と南への延伸を検討中である。
カンザスシティ地域の公共交通機関の大部分はカンザスシティエリア交通局(KCATA)が運営する都市バスで提供される。メトロエリアエクスプレス(MAX)は、2005年7月にミズーリ州カンザスシティ最初の高速バス輸送として運行が始まり、ローカルバス路線とは対照的に鉄道システムに似た運行および販売がされている。MAXはリバーマーケット、ダウンタウン、ユニオン駅、クラウンセンター、そしてカントリークラブプラザを繋いでいる。カンザス州ジョンソン郡のバスは、ジョンソン郡交通局（通称JO）が運営している。

## 観光（ランドマーク）
この都市圏を代表するランドマークには以下のものがある。
- KCTVタワーは、主にCBS系列の地元局KCTV（チャンネル5）が使用する318mのピラミッド型のテレビ兼ラジオ塔である。メインストリート31番の角にあり、特に夜はタワーを彩るイルミネーションの光があるので、都市の様々な場所から見ることが可能である。
- アメリカン・センチュリー・インベストメンツ複合施設の赤レンガ製ツインタワーは、メインストリート45番に沿って南北に建てられている。カントリークラブプラザのすぐ北側で、ケンパー現代美術館やネルソンアトキンス美術館へ向かう目印（前者はタワーのすぐ東、後者はタワーの東南東）となる
- バートルホール（コンベンションセンター）には南北の吊り橋に似た区画があり、ダウンタウンループの南西の角にある州間高速670号の上を渡っている。4つの塔があり、各塔の上部に金属製の彫刻がある。
- 州間高速70号、リンウッド大通り、ヴァンブラント大通りの交差点近くにある退役軍人医療センターには巨大な「VA」のエンブレムがある。
- 16番ストリートとブロードウェイ（ダウンタウンループのすぐ南）にある舞台芸術カウフマンセンターは、ガラスと鋼鉄でできた半球ドームが階段状になっていて、世界的に有名なシドニーのオペラハウスを彷彿させるデザインである。

### 都市圏のエリア

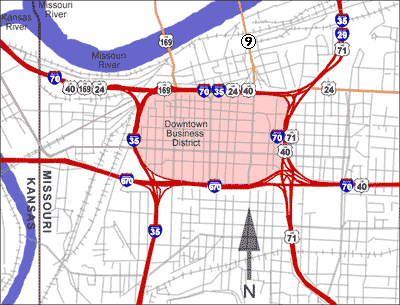
カンザスシティの中心はおおむねダウンタウンループの内側（ピンクの色付き部分）にある。

- カンザスシティのダウンタウンはミズーリ州カンザスシティの西部にあり、ここには地域の従業員の04%が働いており、市内の娯楽施設の多くが置かれている。この地域は2000年から大規模な活性化が進行中で、2000年から2005年の間に人口が7,000人以上増加した。パワーアンドライト地区とスプリントセンター(多目的アリーナ）がこのダウンタウン地区にある。
- 「ノースランド」とは、ミズーリ川の北に位置する都市圏の一区画を指し、ミズーリ州のクレイ郡とプラット郡を含んでいる。この地域にはカンザスシティ(MO)の北半分が含まれており、そこは「カンザスシティノース」と呼ばれ、ノースランドの他の地域やノースカンザスシティとは区別されている。この地域は、地元住民や地元テレビ局のニュースや交通情報で「川の北側」とも呼ばれている。
- リバーマーケットは、ダウンタウンの北でミズーリ川の南そして高速道路9号の西側にあたるエリアで、大規模なファーマーズマーケットの本拠地。
- ノースカンザスシティ（略称NKCで、ノースタウンの通称もある）は、カンザスシティ(MO)に完全に囲まれた分離都市。
- ショーニーミッションは、ジョンソン郡 (KS)の多くの町が含まれる米国郵政公社によって認識された地域。
- ワルド居住地区は、カンザスシティ(MO)の地域で、75番ストリートとワーナル・ロードの近くにある。
- カントリークラブプラザ（単にザ・プラザの通称もある）は、1923年にJ.C.ニコルズ社によって建設された高級店舗地区で、米国で初めての郊外型ショッピング地区[30]。
- カントリークラブ地区はカントリークラブプラザのすぐ南にあり、サンセットヒル、ブルックサイド、クレストウッド、ミッションヒルズ（いずれもカンザス州）が含まれる、J.C.ニコルズ社によってワードパークウェイ沿いに建てられた関連の集合居住区。
- 39番街（ヴォルカー居住区や飲食店街(Restaurant Row)とも）は州線道路とサウスウエスト・トラフィックウェイ（カンザスシティMO）の間にある西39番ストリートの小さな区画。このエリアには多くのレストラン、バー、ショップがあり、カンザス大学医療センターから州境を挟んですぐの場所にある。
- カンザス大学病院(KUMED)は、カンザス大学医療センターの敷地内にある病院名。
- ベントンカーブは、州間高速道路70号とベントンアベニュー（カンザスシティMO）を横断交差する曲線道路。ここは長年にわたる交通事故多発地帯である。
- ペンドルトンハイツは、カンザスシティ(MO)の北東側にある歴史的な居住地区で、北はクリフドライブ、東はチェスナッツ道路、南はインデペンデンスアベニュー、西はパセオ道路と接している。カンザスシティで最も古い居住地域で、ヴィクトリア様式の住宅が市内で最も集中している場所。
- グランドビュー・トライアングルは、主要高速道路3つの交わる場所である。州間高速道路435号、州間高速道路470号、およびアメリカ国道71号（通称ブルース・R・ワトキンス・ドライブ）。命に関わる事故で悪評高いこのトライアングルは近年、改良と刷新が行われている。
- エマニュエル・クリーバー2世大通りは、元市長で現職の連邦議員エマニュエルクリーバーにちなんで名付けらたもので、カンザスシティ(MO)の47番ストリートとブラッシュクリーク大通りの近頃改名された部分で構成されている。
- 18番&ヴァイン歴史地区は、カンザスシティ(MO)の北側にある地区で、ニグロリーグ野球博物館と米国ジャズ博物館がある。
- ライブラリ地区は、カンザスシティ(MO)の西10番ストリートにある新しい中央図書館の周辺に最近定義された地区[31]。
- 135番ストリートは、オーバーランドパーク(KS)にある複数の屋内施設およびアウトレットモール、レストラン、2つの映画館があるショッピングエリア。
- ストロベリー・ヒルは、カンザスシティ(KS)の歴史的な地域で、東欧移民が多く居住している。後にこの居住区は多くのラテン系やチカーノの拠点となった。ただし近年では、ストロベリーヒルは東ヨーロッパからこの地域に移住する住民が増えている。
- ホスピタル・ヒルは、カンザスシティ(MO)の23番ストリートとホルムズアベニュー付近にある地域で、主要な2つの病院（トルーマン医療センターとマーシー小児科病院）およびミズーリ大学カンザスシティ校の医学部、歯学部、薬学部、看護学部などがある。
- アルゼンチンは、カンザスシティ(KS)の一部であり、30番ストリートおよびアルゼンチンストリート付近に位置する。カンザスシティで最も古いメキシコ系やラテン系地区の1つで、同地域へのメキシコ人の移民は1800年代まで遡る。
- クロスロード芸術地区は、カンザスシティ(MO)の19番ストリートとボルチモアアベニューの交差点を中心とする、セントラル商業地区とユニオン駅の間にあるダウンタウン地域の居住区である。数十もの画廊があり、この都市圏の文化芸術の中核と見なされている。地元の芸術家達が毎月第1金曜日に同地区の展示に出展している。
- クオリティヒルは、チャールズ・B・ウィーラー空港から川を渡ったカンザスシティダウンタウンのセントラル商業地区西側の丘の頂部にある居住区兼商業区域である。
- ワシントン・ウィートリーは、歴史的な黒人の居住区で、18番＆ヴァイン歴史地区の南東にある。
- ウエストサイドは、サウスウェスト大通り および州間高速道路35号の近くにある、歴史的にアフリカ系アメリカ人およびラテン系やチカーノの居住区。
- ウェストポートは、都市圏の娯楽とナイトライフの多くが存在する歴史的な地区。
- ウェストボトムズは、ダウンタウンで最も古い建物の多くがあり、ここにはかつて同都市の家畜置き場があった。現在では、芸術コミュニティ、アメリカンロイヤル（ロデオなど家畜を使ったショー）、ケンパーアリーナ、アンティーク店舗、第1金曜日のイベントで知られている。
- アーマーデールは、カンザスシティ(KS)の住宅および商業地区であり、カンザスシティ都市圏の歴史的なチカーノ居住区の1つ。
- イーストボトムズは、工業地区でも知られており、主に産業事業と鉄道事業で知られている。しかし、モンガルアヴェニューとギノットアヴェニューの交差点には、手作りの商品、食べ物、音楽、蒸留所に関連する文化的行楽地が急増している。
- ブルックサイドは、1920年代に建設された歩行者に優しい地区で、63番ストリートとブルックサイド大通りのブルックサイド店舗地区を中心にしている。
- ハノーバーハイツは、カンザスシティ(KS)にある小さな地区で、かつては45番ストリート沿いにあるアンティーク店で注目されていた。近隣の境界は主にレインボー大通りと州境道（カンザス大学医療センターの南をジョンソン郡の国境まで走っている）の間にある。
- 旧ノースイースト歴史地区（または単にノースイースト）は、カンザスシティのダウンタウンとインディペンデンスの小都市の間にある労働者階級移民の集合住宅地区。
- トルーマンスポーツ複合施設は、州間高速道路70号と州間高速道路435号（カンザスシティ(MO)のダウンタウンの東）の角にあり、いくつかのプロスポーツチームの拠点となっている。そこにはNFLフランチャイズのカンザスシティ・チーフス本拠地のアローヘッド・スタジアムや、MLBのカンザスシティ・ロイヤルズの本拠地カウフマン・スタジアムがある。

## 教育

### 高等教育機関
この地域で在籍者数トップ5の大学（コミュニティ・カレッジ含む）
1. ジョンソン郡コミュニティカレッジ-18,638
2. メトロポリタン・コミュニティカレッジ-17,025
3. ミズーリ大学カンザスシティ校（英語版）-16,383
4. パーク大学-9,512
5. ピッツバーグ州立大学-8,733

同地域の大学一覧
|  | - アヴィラ大学 - カルヴァリー大学 - コロンビア・カレッジ - デヴリー大学 - カンザス・キリスト教大学 - カンザスシティ医療生命科学大学 - メトロポリタン・コミュニティカレッジ - ナショナルアメリカン大学 - ロックハースト大学 - ミズーリ大学カンザスシティ校 - フェニックス大学 - ウェブスター大学 - バッターロット大学 |  | - 聖メアリー大学 - パーク大学 - ウィリアム・ジュエル大学 - セントラル・ミズーリ大学 - グレースランド大学 - ノースウェスト・ミズーリ州立大学 - ミズーリ・ウェスタン州立大学 - ミッドアメリカ・ナザリーン大学 - フレンズ大学 - カンザス州カンザスシティ・コミュニティカレッジ - ジョンソン郡コミュニティカレッジ - カンザス大学医学部 - カンザス大学エドワード校 - クリーヴランド大学カンザスシティ校 | - 聖メアリー大学 - パーク大学 - ウィリアム・ジュエル大学 - セントラル・ミズーリ大学 - グレースランド大学 - ノースウェスト・ミズーリ州立大学 - ミズーリ・ウェスタン州立大学 - ミッドアメリカ・ナザリーン大学 - フレンズ大学 - カンザス州カンザスシティ・コミュニティカレッジ - ジョンソン郡コミュニティカレッジ - カンザス大学医学部 - カンザス大学エドワード校 - クリーヴランド大学カンザスシティ校 |

## メディア

### 印刷媒体
「ザ・カンザスシティ・スター」がこの都市圏の主要な日刊紙である。スター紙を所有するマクラッチィ社はまた「リーズサミット・ジャーナル」「オレイサ・ジャーナル」というの2つの郊外版週刊紙の所有者でもある。
「カンザスシティ・カンサン」紙は、ワイアンドット郡でサービスを提供しており、2009年に印刷物からオンライン形式に移行した。この都市圏にあるその他の週刊紙に「リバティ・トリビューン」、ジョンソン郡の「サン・ニュースペーパー」、インディペンデンスおよびジャクソン郡東部の「ザ・イグザミナー」「ザ・ピッチ」「カンザス-ミズーリ・センチネル」などがある。
このエリアには、同地域人口の宗教活動に基づいた2つの新聞「ザ・メトロ・ボイス・クリスチャン・ニュースペーパー」「ユダヤ・クロニクル」も提供されている。ヒスパニック系およびラテン系アメリカ人の自治区には、スペイン語と英語で印刷された記事を掲載するバイリンガルの新聞「Dos Mundos」と、スペイン語で印刷されたこの地域唯一のヒスパニック週刊雑誌『Mi Raza』が発行されている。「カンザスシティ・コール」は、アフリカ系アメリカ人住民達が意見表明する役割を果たしている週刊紙である。

### 放送媒体
アービトロン（調査会社）によると、約150万人の12歳以上がカンザスシティDMA内に住んでおり、ニールセンによると、ラジオでは30番目、テレビでは31番目の市場を形成している。カンザスシティのテレビおよびラジオ市場は、ミズーリ州北西部とカンザス州北東部を含む32の郡に及んでいる。

#### テレビ
カンザスシティ都市圏にあるテレビ局は以下の通りで、全ての主要ネットワーク系列局がある。
- WDAF-TV, チャンネル4 (Fox)
- KCTV, チャンネル5 (CBS)
- KMBC-TV, チャンネル9 (ABC)
- KTAJ-TV, チャンネル16 (TBN)
- KCPT, チャンネル19 (PBS)
- KCKS-LD, チャンネル25 (姉妹局の同時放送WROB-LD)
- KCWE, チャンネル29 (The CW)
- KSHB-TV, チャンネル41 (NBC)
- KMCI-TV, チャンネル38 (独立局)
- KGKC, チャンネル39 (Telemundo Kansas City)[35]
- KUKC-LP, チャンネル48 (Univision)
- KPXE-TV, チャンネル50 (Ion Television)
- KSMO-TV, チャンネル62 (MyNetworkTV)

カンザスシティのテレビ市場は、他の2つのメディア市場、セントジョセフとトペカに非常に近接している。そのため、カンザスシティ地域にあるテレビ局の大部分は、主要都市を含む両方の市場の一部で受信可能である。同様に、トペカからの局は、カンザス州カンザスシティの極東で受信可能であり、セントジョセフからの局は、ミズーリ州カンザスシティのすぐ北の郊外である南端で視聴可能である。

#### ラジオ
カンザスシティ地域では30以上のFMおよび20以上のAMラジオ局が放送され、トペカ、セントジョセフ、キャロルトンからの各局放送も都市圏に到達している。アービトロン社によると、最高評価のラジオ局は次のとおり。
- KPRS (103.3 FM) - アーバン
- KCMO-FM (94.9) - 有名クラシック
- KQRC (98.9 FM) - ロック
- KRBZ-FM (96.5) - オルタナティヴ
- KMBZ (98.1 FM) - ニュースやトーク番組
- WDAF-FM (106.5) - カントリー
- KZPT (99.7) - シニア向けTop40
- KCSP (610 AM) - スポーツ、カンザスシティ・ロイヤルズの主要局
- KMXV (93.3) - Top 40
- KFKF (94.1) - カントリー
- KCFX (101.1) - クラシックとロック、カンザスシティ・チーフズの主要局
- KCHZ (95.7 FM) - Top 40やリズム音楽

##### 公共およびコミュニティラジオ
- KCUR (89.3 FM) - NPR提携局
- KANU-FM (91.5)とKTBG (90.9 FM) - どちらも大学のラジオ局、またNPR提携局
- KKFI (90.1 FM) - 地元運営の非営利局
- KGSP (1480 FM) - パーク大学のラジオ局

##### 特殊ラジオ
市場人口の8%を占めるヒスパニックには、3つのAMラジオ局からスペイン語で放送する特殊サービスがある。
- KCZZ (1480 AM) - スペイン語でのスポーツ(ESPN Deportes)とトーク番組
- KDTD (1340 AM) - メキシコ地域情報
- KYYS (1250 AM) - 有名クラシック

## 企業経済
カンザスシティ都市圏で最大の民間雇用業者はサーナー・コーポレーション (Cerner Corporation) である。ノースカンザスシティに本社を置く世界規模のヘルスケアIT企業であるサーナーは、この地域で約10,000人の従業員を雇用し、世界各地の従業員を含めた総従業員数は約20,000人である。サーナーはノースカンザスシティに世界本社ビルがあるほか、サウスカンザスシティ、カンザスシティなど、この地域全体に幾つかの敷地を持っている。
その他の主要な雇用主および企業には、AT&T、BNSF鉄道、GEICO、スプリント・コーポレーションなどがあり、同都市圏に本社を構えているものもある。カンザスシティには、バイエルやアベンティスなどが大きな存在感を有する、大規模な製薬産業もある。

### 本社
教育機関を除く以下の企業や組織は、この都市圏に本社を現在置いているか、または都市圏から移転した後の大企業である（特に明記しない限り、企業の本社はミズーリ州カンザスシティにある）。
- AMCシアターズ、映画館チェーン（カンザス州リーウッド）
- アップルビーズ、レストランチェーン（カンザス州レネクサ）
- コミュニティ・オブ・クライスト、国際本部（ミズーリ州インディペンデンス）
- フェレルガス、天然ガスの小売業および流通業者(ミズーリ州リバティ)
- フォート・ドッジ・アニマルヘルス、動物医療の医薬品およびワクチンの製造を行う、ワイス社の一部門（カンザス州オーバーランドパーク）
- ガーミン、GPS関連電子機器の最大規模メーカー（カンザス州オレイサ）
- ホステス・ブランズ、トゥインキーほかスナック菓子の製造メーカー
- フッタマキ、紙製の飲食容器Chinetの製造メーカー
- カンザスシティ商品取引所、商品先物およびオプション交換取引所。
- カンザスシティ・パワー＆ライト・カンパニー、電力供給およびエネルギー関連製品・サービス事業者
- カンザスシティ・サザン、一級鉄道の運行事業者
- ロックトン・カンパニーズ、米国最大手の非公開保険証券会社
- People to People International、ドワイト・D・アイゼンハワー大統領によって設立された非営利国際交流団体[37]
- POPULOUS (設計事務所)、スポーツ施設建設の大手企業
- スプリント・ネクステル・コーポレーション、米国の携帯通信企業（カンザス州オーバーランドパーク）
- UMBファイナンシャル、中西部の複数の州で事業を営む商業銀行
- ワデル＆リード・ファイナンシャル、投資管理会社および証券会社（カンザス州オーバーランドパーク）
- YRCワールドワイド、世界最大級の輸送サービス事業者の1つで、以前の社名ブランド「Yellow Freight」でも知られる（カンザス州オーバーランドパーク）

カンザスシティ連邦準備銀行は、米国にある12の連邦準備銀行の1つである。

## 自然環境
カンザスシティ都市圏にある各郡の樹木の数は、米国農務省の推定によると以下の通り。
- カス郡 (ミズーリ州)-43,740,000
- マイアミ郡 (カンザス州)-38,700,000
- レブンワース郡 (カンザス州)-33,210,000
- ジャクソン郡 (ミズーリ州)-32,540,000
- クレイ郡 (ミズーリ州)-26,940,000
- ジョンソン郡 (カンザス州)-25,490,000
- レイ郡 (ミズーリ州)-22,710
- プラット郡 (ミズーリ州)-19,590,000
- ワイアンドット郡 (カンザス州)-6,530,000
- 合計- 249,450,000

この地域の都市部と農村部の森林にある最も一般的な5つの種は、アメリカニレ(28.9%)、アメリカエノキ (14.0%)、アメリカハリグワ(7.2%)、アメリカサイカチ(6.7%)、エンピツビャクシン(5.0%)である。